# Maarschalk van Holland
Maarschalk van Holland (Frans: Maréchal de Hollande) was een eretitel die werd toegekend aan militaire leiders van het koninkrijk Holland, een vazalstaat van Napoleons Franse keizerrijk die het grootste deel van het moderne Nederland omvatte. De titel was gebaseerd op de titel maréchal d'Empire die Napoleon in 1804 introduceerde ter vervanging van maarschalk van Frankrijk (maréchal de France).
Nadat Napoleon zijn broer Lodewijk Bonaparte in 1806 tot koning van Holland liet kronen, creëerde Lodewijk de titel maarschalk van Holland per decreet op 21 december van dat jaar. Op last van Napoleon hief Lodewijk de titel op 4 februari 1810 weer op, enkele maanden voordat Napoleon hem van de troon verwijderde en Holland bij zijn keizerrijk voegde. Ter compensatie kregen de maarschalken nieuwe titels toegekend in het keizerrijk, zoals Comte de l'Empire.
De titel maarschalk van Holland stond overigens niet gelijk aan de rang van veldmaarschalk. Deze rang was opgeheven nadat de Fransen in 1795 de Republiek der Zeven Verenigde Nederlanden binnenvielen en vervingen door de Bataafse Republiek. De rang werd echter weer hersteld aan het einde van de Franse tijd. De eerste die weer tot veldmaarschalk benoemd werd was Arthur Wellesley, hertog van Wellington, op 7 mei 1815, ongeveer een maand voor de Slag bij Waterloo. In 1914 werd de rang nogmaals opgeheven en bestaat sindsdien niet meer in de Nederlandse strijdkrachten.

## Lijst van maarschalken

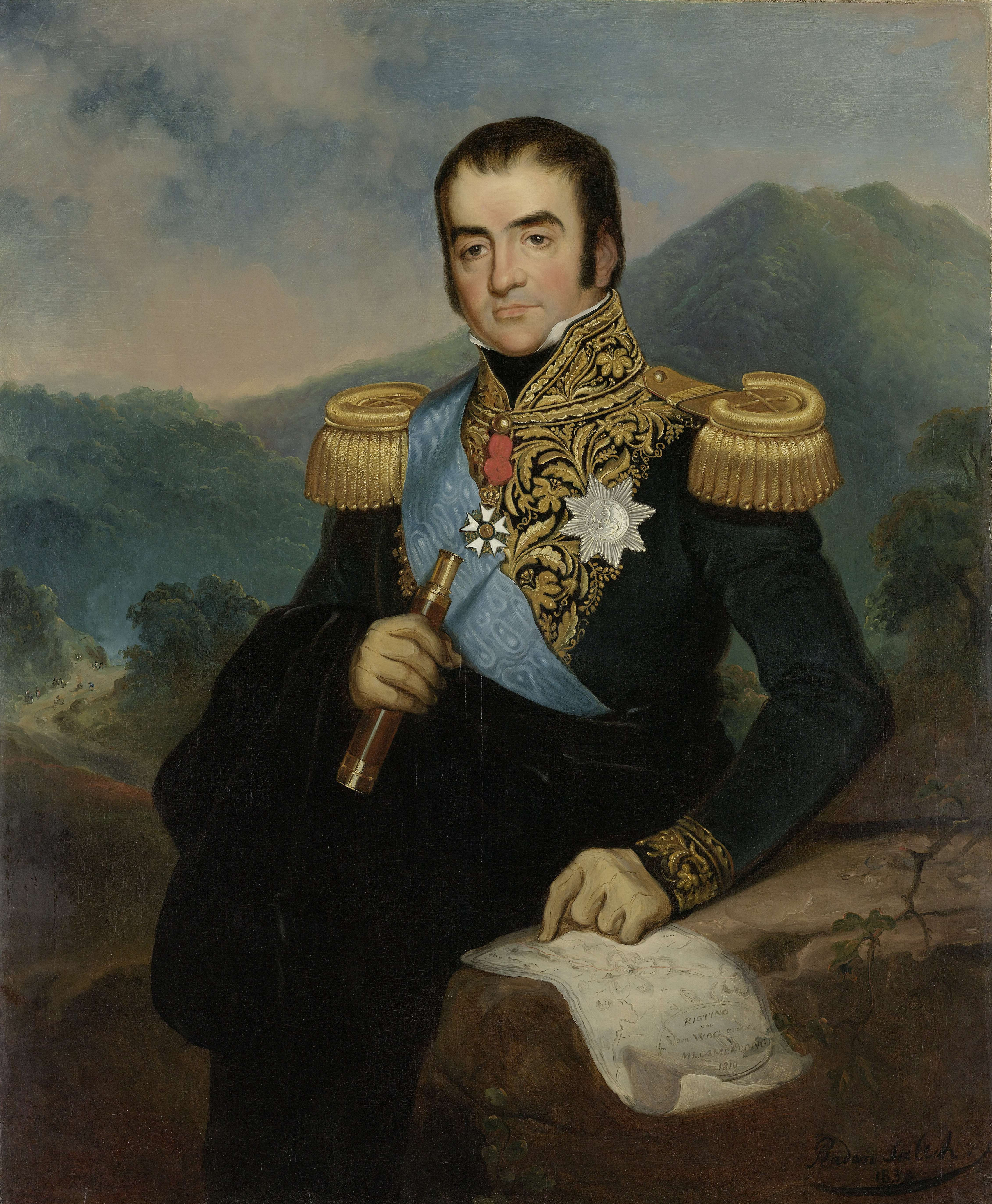
Herman Willem Daendels (1762-1818)

De titel maarschalk van Holland werd verleend aan de volgende militaire leiders van het koninkrijk Holland:
- Carel Hendrik Ver Huell (1764-1845), admiraal, benoemd tot maarschalk van Holland op 21 december 1806
- Jan Willem de Winter (1761-1812), admiraal, benoemd tot maarschalk van Holland op 21 december 1806
- Jean-Baptiste Dumonceau (1760-1821), generaal, benoemd tot maarschalk van Holland op 21 december 1806[2]
- Jan Hendrik van Kinsbergen (1735-1819), admiraal, benoemd tot maarschalk van Holland op 21 december 1806
- Philip Julius van Zuylen van Nijevelt (1743-1826), generaal, benoemd tot maarschalk van Holland op 21 december 1806
- Herman Willem Daendels (1762-1818), generaal, benoemd tot maarschalk van Holland in februari 1807